# 石川県道198号畝田大野線
石川県道198号畝田大野線（いしかわけんどう198ごう うねだおおのせん）は、石川県金沢市畝田西2丁目と同市大野町4丁目を結ぶ一般県道（石川県道）である。

## 路線概要
- 起点：石川県金沢市畝田西二丁目175番地先（＝畝田交差点・石川県道17号金沢港線交点）
- 終点：石川県金沢市大野町四丁目11番地先

起点の金沢市畝田交差点から北上、畝田中三丁目交差点で金沢外環状道路海側幹線と交差。そのまま北上し、畝田団地を経て、桂町南交差点で石川県道8号松任宇ノ気線と交差。さらに北上し、大野町4丁目の終点に至る。終点付近は、大野町郵便局や古くからの町並みがあり大野地区の中心部である。

## 歴史
- 1960年（昭和35年）10月15日：路線認定。

## 通過する自治体
- 石川県
  - 金沢市

## 接続道路
- 石川県道17号金沢港線（畝田交差点、金沢市畝田西2丁目：起点）
- 金沢外環状道路海側幹線（畝田西三丁目交差点、金沢市畝田中3丁目）
- 石川県道8号松任宇ノ気線（桂町南交差点、金沢市桂町）